# Totemismo

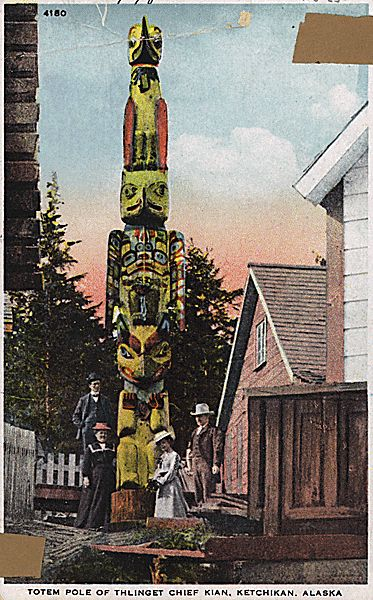
Un tótem es un objeto, ser o animal sobrenatural, que en las mitologías de algunas culturas se toma como emblema de la tribu o del individuo; este puede incluir una diversidad de atributos y significados. En la imagen: Tótem del jefe Thlinget Kian (Alaska). Está coronado por el pájaro legendario Ka-juk. Debajo de este pájaro está el águila y debajo del águila está el lobo.

El totemismo es el conjunto de creencias y manifestaciones espirituales y sociales vinculada a un tótem. Un tótem es un ser espiritual, objeto sagrado o símbolo que sirve como emblema de un grupo de gente, como una familia, clan, linaje, o tribu, como en el sistema de clanes Anishinaabe.
El totemismo puede entenderse como una de las primeras expresiones religiosas del fenómeno religioso, es lo que también sostienen muchos estudiosos de las religiones comparadas y de la historia de las religiones, como Mircea Eliade cuando caracteriza el animismo, el totemismo, el chamanismo y todos los fenómenos religiosos de las sociedades arcaicas como “fenomenos religiosos complejos”. “El totemismo no es simplemente un sistema de clasificación social; es sobre todo una expresión de la sacralidad de la vida, una manera de integrar el destino humano en el orden cósmico. El animal o la planta totémica se convierten en soportes de lo sagrado.”
Si bien la palabra tótem en sí misma es un asimilación del término Ojibwebs (y tanto la palabra como las creencias asociadas con ella son parte del idioma Ojibwe y cultura), la creencia en espíritus y deidades tutelares no se limita al pueblo Ojibwe. Conceptos similares, con diferentes nombres y con variaciones en creencias y prácticas, se pueden encontrar en varias culturas en todo el mundo. El término también ha sido adoptado, y en ocasiones redefinido, por antropólogos y filósofos de diferentes culturas.
Se sabe que el neochamanismo, la Nueva Era y el movimiento de hombres mitopoéticos contemporáneos que no están involucrados en la práctica de una religión tribal tradicional utilizan terminología de "tótem" para la identificación personal con un espíritu tutelar o espíritu guía. Sin embargo, esto puede verse como apropiación indebida cultural.

## Ojibwedoodemen
Los pueblos Anishinaabe se dividen en una serie de doodeman (en silábicos: ᑑᑌᒪᐣ o ᑑᑌᒪᓐ), o clanes, (singular: doodem) denominados principalmente por tótems animales (o doodem, como diría esta palabra una persona ojibwe). En Anishinaabemowin, ᐅᑌᐦ ode' significa corazón. Doodem o clan se traduciría literalmente como 'la expresión de, o que tiene que ver con el corazón de uno', con doodem refiriéndose a la familia extendida. En la tradición oral anishinaabe, en la prehistoria los anishinaabe vivían a lo largo de la costa del Océano Atlántico cuando los grandes seres Miigis aparecieron desde el mar. Estos seres enseñaron el modo de vida Mide a los pueblos de la Waabanakiing. Seis de los siete grandes seres Miigis que permanecieron para enseñar establecieron el odoodeman para los pueblos del este. Los cinco tótems anishinaabe originales eran Wawaazisii (pez cabeza de toro), Baswenaazhi (hacedor de ecos, es decir, grulla), Aan'aawenh (pato rabudo), Nooke (tierno, es decir, oso) y Moozwaanowe ("pequeña" cola de alce).

## Tótems
.

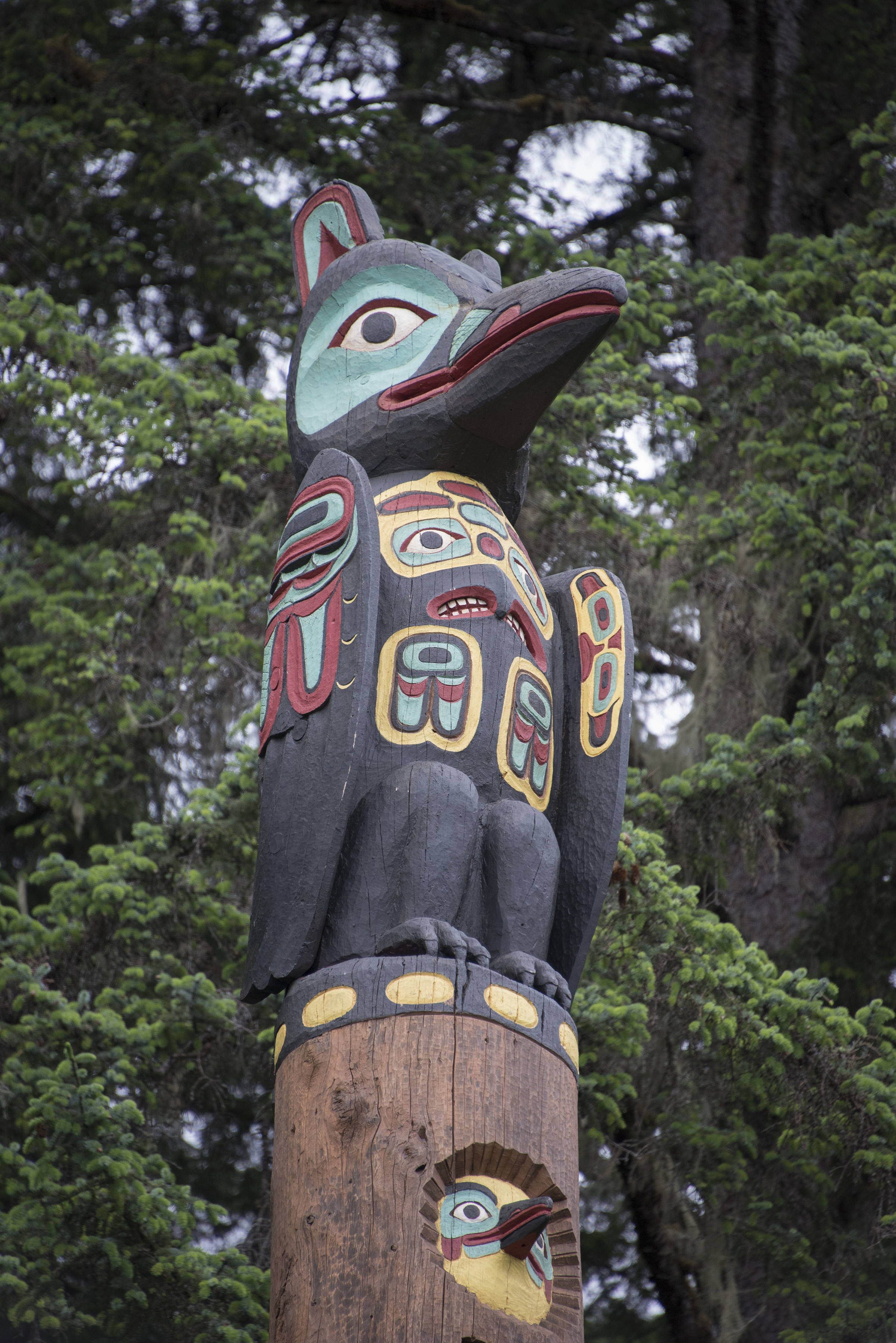
Tótem tlingit en Juneau, Alaska

Los tótems de los pueblos indígenas de Norteamérica del noroeste del Pacífico son postes tallados, monumento con muchos diseños diferentes (osos, pájaros, ranas, personas y varios seres sobrenaturales y criaturas acuáticas). Tienen múltiples usos en las comunidades que los fabrican. Al igual que otras formas de heráldica, pueden funcionar como blasones de familias o jefes, relatar historias pertenecientes a esas familias o jefes o conmemorar ocasiones especiales. Se sabe que estas historias se leen desde la base del poste hasta la cima.

## Definición
El totemismo es un concepto antropológico que designa una relación con la naturaleza, un complejo sistema de ideas, símbolos o prácticas entre un individuo o un grupo social y un animal o incluso un objeto inanimado. 
Aunque el nombre de totemismo procede de la palabra "tótem", tomada a su vez del término ”ototeman” de los ojibwa (lengua algonquina), el totemismo se encuentra en otras culturas además de la norteamericana, por ejemplo en el Amazonas, entre los aborígenes de Australia, en Papúa Nueva Guinea, en África (entre los dinka), etc.
Comprende las relaciones idealmente postuladas entre dos series, una de ellas natural y la otra, cultural. Al parecer es una creencia inherente al hombre primitivo más que una difusión global transmitida entre culturas y etnias.
El tótem es un ser animado o inanimado del cual un grupo de personas dice y cree descender.

## Generalidades
El totemismo no es considerado por todos como fenómeno religioso. No se trata en realidad de una religión, se expresa entre otras características, en la adoración a los animales. 
El concepto de totemismo se dio a conocer por el escocés McLennan en Londres en 1870 con la fórmula de que el totemismo es el fetichismo más la exogamia y la filiación matrilineal (matrilinaje).  
El totemismo se manifestaba en varias formas y tipos de diferentes contextos, sobre todo entre pueblos que mezclaban la economía (cultivos y caza) y, especialmente, entre las comunidades de cazadores, como en Australia; también está presente en tribus que crían ganado.
El totemismo de ningún modo puede catalogarse como una fase general del desarrollo cultural del clan, pero sin duda ha ejercido un efecto psicológico en el comportamiento de ciertos grupos étnicos, en su socialización y en la formación de la personalidad humana.

## Tótem espiritual
El término deriva de la palabra “ototeman“, del lenguaje algonkina de Ojibwa (en el área norte de los Grandes Lagos en América del Norte oriental): ”él los origina”; originalmente significa: “él es de mi parentela”. La raíz gramatical, ”ote”, significa una relación de sangre entre los hermanos que tienen la misma madre y que no pueden casarse entre ellos. 
Entre algunas tribus indígenas y naciones nativas de Norteamérica las cualidades de los animales reflejan o reflejaban fuerzas sobrenaturales y atribuciones espirituales. Entre algunos de los animales reconocidos está el oso, el halcón, el pez, el bisonte o búfalo, y el tejón. Estos eran animales de gran importancia.
Existen distintas teorías sobre su origen. Los antropólogos materialistas sugieren que el totemismo nació como una manera de proteger de la extinción a los animales y las plantas; así, cada tribu se encargó de proteger a un animal tótem acordando por ejemplo que sólo ellos lo cazarían; o también al contrario, protegían al animal totémico estableciendo un tabú que prohibía la ingesta por parte de la tribu del animal o vegetal en cuestión. En la práctica el totemismo se llevaba a cabo asignando el nombre del animal al nombre de la tribu; así, los antropólogos encontraban en sus viajes por ejemplo, al clan de los castores, o al clan de los abedules, entre muchos otros tótem de animales y plantas, que a veces, graciosamente eran adjetivados para formar combinaciones del tipo "bisonte risueño". Otros antropólogos menos entusiastas afirmaron que el totemismo nació sencillamente como una necesidad lingüística de designar a sus vecinos, y no hallaron mejor manera de designarlos que usando las palabras que tenían a mano y que mejor caracterizaban a aquellos. Si sus vecinos eran especialistas en recolectar miel, los llamaban el clan de la miel, o más precisamente, los "mieles".
Antropólogos más espirituales, basándose en los increíbles testimonios orales recogidos en sus investigaciones, escribieron que el hombre primitivo tenía una relación muy especial con los animales, que mediante prácticas rituales o ingesta de enteógenos, nuestro ancestro recordaba o experimentaba la vida de un animal o planta, que el mismo había sido. Y que por lo tanto ingerir la carne de su animal totémico era equivalente a comer a un ser de su misma especie, práctica tabú o prohibida en muchas regiones. 
El totemismo es entonces un poco de todo esto, varía según las regiones y puede tener orígenes distintos; lo que debe interesarnos es la especial relación del hombre primitivo con los animales y las plantas. Existe todavía, en nuestro siglo, el prejuicio de asociar al hombre primitivo con un hombre simple y sin pensamientos, casi un mono. Pero leyendo el testimonio de varios grandes antropólogos, Claude Lévi-Strauss es uno de ellos, nos damos cuenta de la sublime inteligencia y cultura de estos hombres singulares, museo viviente de nuestro pasado. 
Los brujos o chamanes de cada tribu eran los encargados de determinar mediante visiones, el animal o planta tótem de cada recién nacido. Esto ocurría cuando existía un totemismo individual y no grupal. El tótem en cuestión, supuestamente protegía al individuo o al clan, así como el clan o el individuo protegían al tótem. Otras veces el totemismo se traducía en una igualdad de virtudes entre el hombre y su animal o planta tótem, de tal manera que por ejemplo, el hombre águila tenía las mismas virtudes que el águila.
Una vez difundida la práctica de asignaciones totémicas, el totemismo se convirtió en muchos lugares (norte de Australia, Norteamérica...) en una intrincada red de relaciones sociales entre los clanes, donde mujeres serpientes eran dadas en matrimonio a hombres águila, y sólo a ellos, por citar un ejemplo. Cuando un cierto número de personas en el seno de un clan era sobrepasado, se creaba un nuevo clan, y también un nuevo tótem. De tal modo, estas preciosas relaciones sociales entre los clanes se sellaban, en Norteamérica, con el tallado de un tronco que representaba el pasado de un clan, con todos sus antecesores totémicos.

## Perspectivas antropológicas

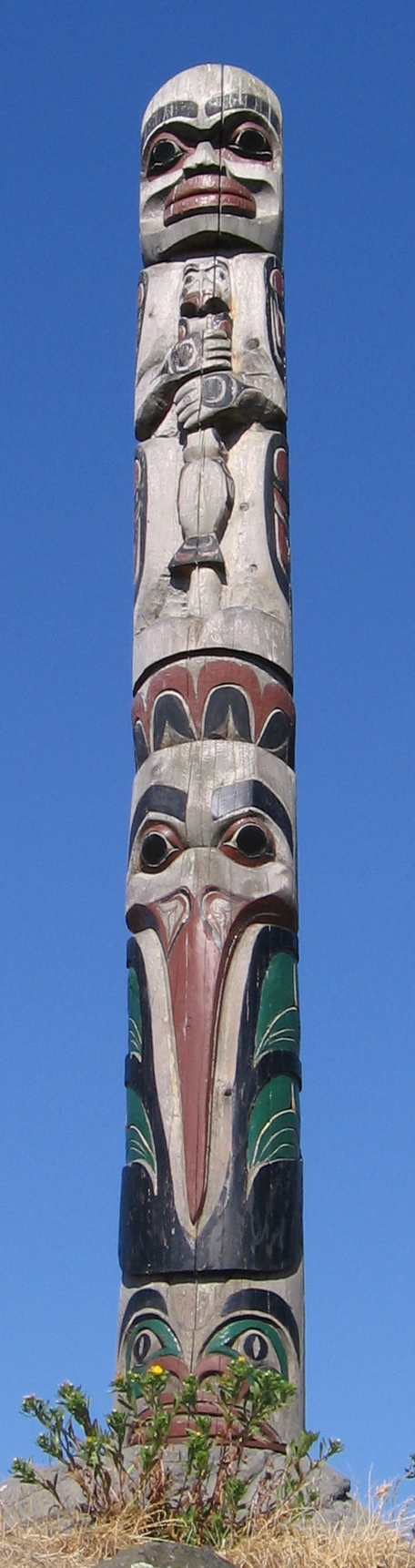
Un tótem en Thunderbird Park, Victoria, Columbia Británica

Los primeros antropólogos y etnólogos como James George Frazer, Alfred Cort Haddon, John Ferguson McLennan y W. H. R. Rivers identificaron el totemismo como una práctica compartida entre grupos indígenas de partes del mundo no conectadas entre sí, que reflejaba típicamente una etapa del desarrollo humano.
El etnólogo escocés John Ferguson McLennan, siguiendo la moda de la investigación del siglo XIX, abordó el totemismo desde una perspectiva amplia en su estudio The Worship of Animals and Plants (1869, 1870). McLennan no trató de explicar el origen concreto del fenómeno totemístico, sino que trató de indicar que toda la raza humana había pasado, en tiempos antiguos, por una etapa totemística.
Otro erudito escocés, Andrew Lang, a principios del siglo XX, defendió una explicación nominalista del totemismo, a saber, que los grupos o clanes locales, al seleccionar un nombre totemístico del reino de la naturaleza, reaccionaban ante la necesidad de diferenciarse. Si se olvidaba el origen del nombre, argumentaba Lang, seguía una relación mística entre el objeto -del que en su día se derivó el nombre- y los grupos que llevaban estos nombres. A través de los mitos de la naturaleza, los animales y los objetos naturales eran considerados parientes, patrones o antepasados de las respectivas unidades sociales.
El antropólogo británico Sir James George Frazer publicó en 1910 Totemismo y exogamia, una obra en cuatro volúmenes basada en gran parte en sus investigaciones entre Indígenas australianos y Melanesios, junto con una recopilación del trabajo de otros escritores en la materia.
En 1910, la idea de que el totemismo tenía propiedades comunes en todas las culturas se puso en tela de juicio, y el etnólogo ruso-estadounidense Alexander Goldenweiser criticó duramente los fenómenos totemistas. Goldenweiser comparó a los indígenas australianos y a las Primeras Naciones de la Columbia Británica para demostrar que las cualidades supuestamente compartidas del totemismo -exogamia, denominación, descendencia del tótem, tabú, ceremonia, reencarnación, espíritus guardianes y sociedades secretas y arte- se expresaban en realidad de forma muy diferente entre Australia y la Columbia Británica, y entre los distintos pueblos de Australia y los distintos pueblos de la Columbia Británica. A continuación amplía su análisis a otros grupos para demostrar que comparten algunas de las costumbres asociadas al totemismo, sin tener tótems. Concluye ofreciendo dos definiciones generales de totemismo, una de las cuales es: "El totemismo es la tendencia de unidades sociales definidas a asociarse con objetos y símbolos de valor emocional".
El fundador de una escuela francesa de sociología, Émile Durkheim, examinó el totemismo desde un punto de vista sociológico y teológico, intentando descubrir una religión pura en formas muy antiguas y afirmó ver el origen de la religión en el totemismo. Además, sostenía que el totemismo también servía como forma de culto colectivo, reforzando la cohesión social y la solidaridad.
El principal representante de la antropología social británica, A. R. Radcliffe-Brown, tenía una visión totalmente distinta del totemismo. Al igual que Franz Boas, era escéptico en cuanto a que el totemismo pudiera describirse de forma unificada. En esto se oponía al otro pionero de la antropología social en Inglaterra, Bronisław Malinowski, que quería confirmar de algún modo la unidad del totemismo y enfocaba el asunto más desde un punto de vista biológico y psicológico que etnológico. Según Malinowski, el totemismo no era un fenómeno cultural, sino el resultado de intentar satisfacer necesidades humanas básicas dentro del mundo natural. Para Radcliffe-Brown, el totemismo estaba compuesto por elementos tomados de diferentes áreas e instituciones, y lo que tienen en común es una tendencia general a caracterizar segmentos de la comunidad a través de una conexión con una porción de la naturaleza. En oposición a la teoría de la sacralización de Durkheim, Radcliffe-Brown adoptó el punto de vista de que la naturaleza se introduce en el orden social en lugar de ser secundaria a él. Al principio, compartía con Malinowski la opinión de que un animal se convierte en totemista cuando es "bueno para comer". Más tarde llegó a oponerse a la utilidad de este punto de vista, ya que muchos tótems -como los cocodrilos y las moscas- son peligrosos y desagradables.
En 1938, el Funcionalista estructural antropólogo A. P. Elkin escribió Los aborígenes australianos: Cómo entenderlos. Sus tipologías del totemismo incluían ocho "formas" y seis "funciones".